# أرز معمر (دائم - ذو نبتة معمرة)

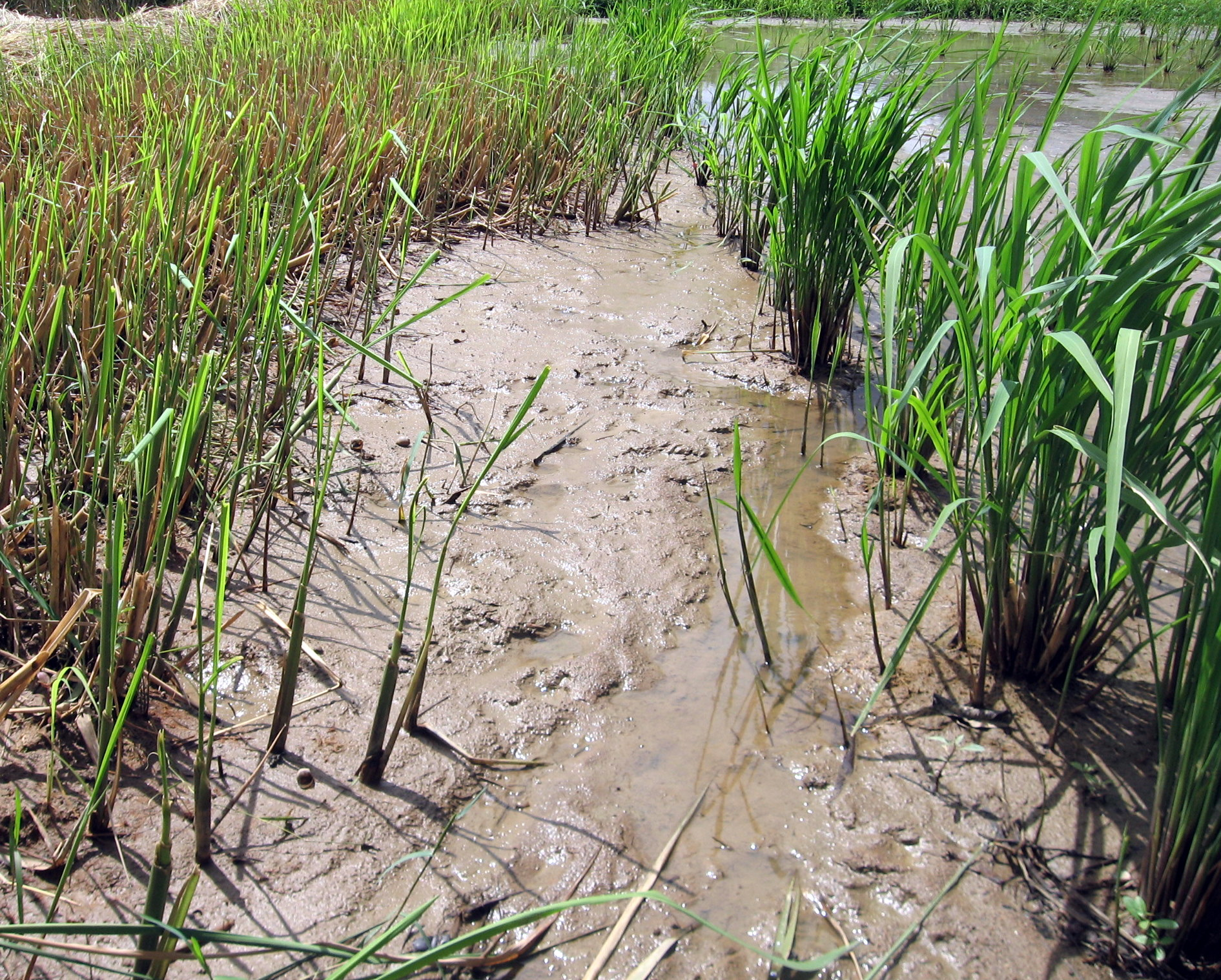
أرز ينمو من الجذور

الأرز المُعمِر هو عدة أصناف من الأرز طويل العمر الذي يكون قادر على إعادة نموه موسم بعد الآخر دون إعادة زرع البذور من جديد، حيث يتم إعادة نموها أو تطويرها من قِبل علماء وراثة النبات في العديد من المُختبرات. بالرغم من أن هذه الأصناف مُختلفة وراثيا وستتكيف مع المناخات المختلفة وأنظمة زراعة المحاصيل، إلا أن عمرها يختلف تماما عن الأنواع الأخرى من الأرز التي يُطلق عليها اسم «الأرز الدائم». الأرز الدائم يمكنه كالعديد من النباتات المُعمرة الأخرى، الانتشار من خلال السيقان الأفقية أسفل أو فوق سطح التربة مُباشرة، لكنها تتكاثر أيضا عن طريق إنتاج الأزهار وحبوب اللقاح والبذور. وكأي محصول حبوب آخر فإنه يتم حصد البذور ويأكلها الإنسان.
يعد الأرز الدائم واحدا من العديد من الحبوب الدائمة المقترحة أو التي تُبحث أو يجرى تطويرها. وتشمل القمح المُعمر ودوار الشمس (تباع الشمس) والسرغوم (نبات كاذرة). ناقش المهندسون الزراعيون أن زيادة مساحة المناطق الزراعية المُغطاة في أي وقت من العام بالمحاصيل المعمرة ستكون طريقة ممتازة لتحقيق الاستقرار وتحسين التربة وتوفير موطن للحياة البرية.
بدأ تكاثر الأرز المُعمر في المعهد الدولي لبحوث الأرز بالفلبين، ويُجرى تطويرها حاليا في أكاديمية يونان للعلوم الزراعية، وفي جمهورية الصين الشعبية وغيرها من المُختبرات، لكنها غير متوفرة للتوزيع الآن.